# Marta Beňačková
Marta Beňačková (* 29. srpna 1953, Bratislava) je slovenská operní pěvkyně-mezzosopranistka, která působí i v ČR.

## Umělecký profil
Absolvovala na bratislavské konzervatoři hru na klavír, na VŠMU se již věnovala zpěvu. Její široký koncertní repertoár zahrnuje literaturu písňovou, oratorní i vokální symfonickou od baroka až po současnost. V oblasti opery vytvořila mnoho stěžejních postav světového repertoáru, především z díla Verdiho, Pucciniho a Dvořáka. Její diskografie obsahuje za posledních pět let více než dvacet titulů.

## Pedagogická činnost
Vedle zpívání se věnuje také vyučování mladých pěvců na bratislavské konzervatoři, při mezinárodních interpretačních kurzech v Piešťanech (působí jako asistentka Magdalény Hajóssyové) a hlavně vyučuje na JAMU v Brně.

## Spolupráce s orchestry
- Česká filharmonie
- Symfonický orchestr Českého rozhlasu
- Symfonický orchestr hl. m. Prahy FOK